# True
True er en landsby og et ejerlav i Østjylland. Den ligger 9 km vest for Aarhus i retning mod Viborg.

## Historien
Landsbyen er første gang nævnt i en skriftlig kilde i 1439 med stavningen Thruwæ.
True udgjorde indtil cirka 1626 et selvstændigt sogn. True Kirke blev dog raseret og omdannet til hestestald af general Wallensteins tropper. Det menes, at den nogle år senere blev revet helt ned. Rester blev fundet under den nu nedlagte skole i 1954.
True og de omliggende små landsbyer Rætebøl, Todderup, Holmstrup og Yderup hørte nu i kirkelig henseende til Brabrand Sogn indtil 1984, da Skjoldhøj Sogn blev oprettet omkring en nybygget kirke.
True hørte til Brabrand-Årslev Kommune indtil kommunalreformen 1. april 1970. Derefter i Aarhus Kommune.
Området blev fra 1970 præget af landets første Bilka-varehus. På Trues jorder øst for landsbyen blev også en stor del af parcelhuskvarteret Skjoldhøjparken bygget i de følgende år.
Resten er beskyttet af kommuneplanloven, idet True ligger i landzone. 

## Omgivelserne
Vest og syd for landsbyen, blev rejsningen af True Skov påbegyndt i 1994. Skoven er rejst på de fleste af landsbyens marker, så der er kun ganske lidt landbrugsdrift tilbage i området i dag. Skovrejsningen er ikke færdig og skal efter planen omfatte 650 ha ad åre, hvoraf kun 385 ha er rejst per 2013.
Mellem True og Yderup åbnede True Svæveflyveplads i 2007 på en del af de arealer, der tidligere blev opkøbt til skovrejsning.
- Halm i rundballer ved True.
- Nyplantet bøg syd for True.
- Espenhøjvej skærer gennem True Skov.
- Selkærvej skærer gennem True Skov.
- Svævefly lander på True Svæveflyveplads.

56°10′32.81″N 10°5′21.67″Ø / 56.1757806°N 10.0893528°Ø

## Eksterne kilder og henvisninger
- Wikimedia Commons har flere filer relateret til True
- True Kirke (nedbrudt) hos danmarkskirker.natmus.dk (Danmarks Kirker, Nationalmuseet)